# Lipová (district de Děčín)
Pour les articles homonymes, voir Lipová.
Lipová (autrefois Hanšpach ; en allemand : Hainspach) est une commune du district de Děčín, dans la région d'Ústí nad Labem, en Tchéquie. Sa population s'élevait à 568 habitants en 2021.

## Géographie
Lipová se trouve à la frontière allemande, à 29 km au nord-nord-est de Děčín, à 45 km au nord-est d'Ústí nad Labem et à 105 km au nord de Prague.
La commune est limitée par l'Allemagne au nord et au nord-ouest, par Velký Šenov à l'est et au sud, et par Vilémov et Dolní Poustevna au sud-ouest, et par Lobendava à l'ouest.

## Histoire
La première mention écrite du village date du milieu du XIVe siècle.

## Patrimoine
Patrimoine religieux

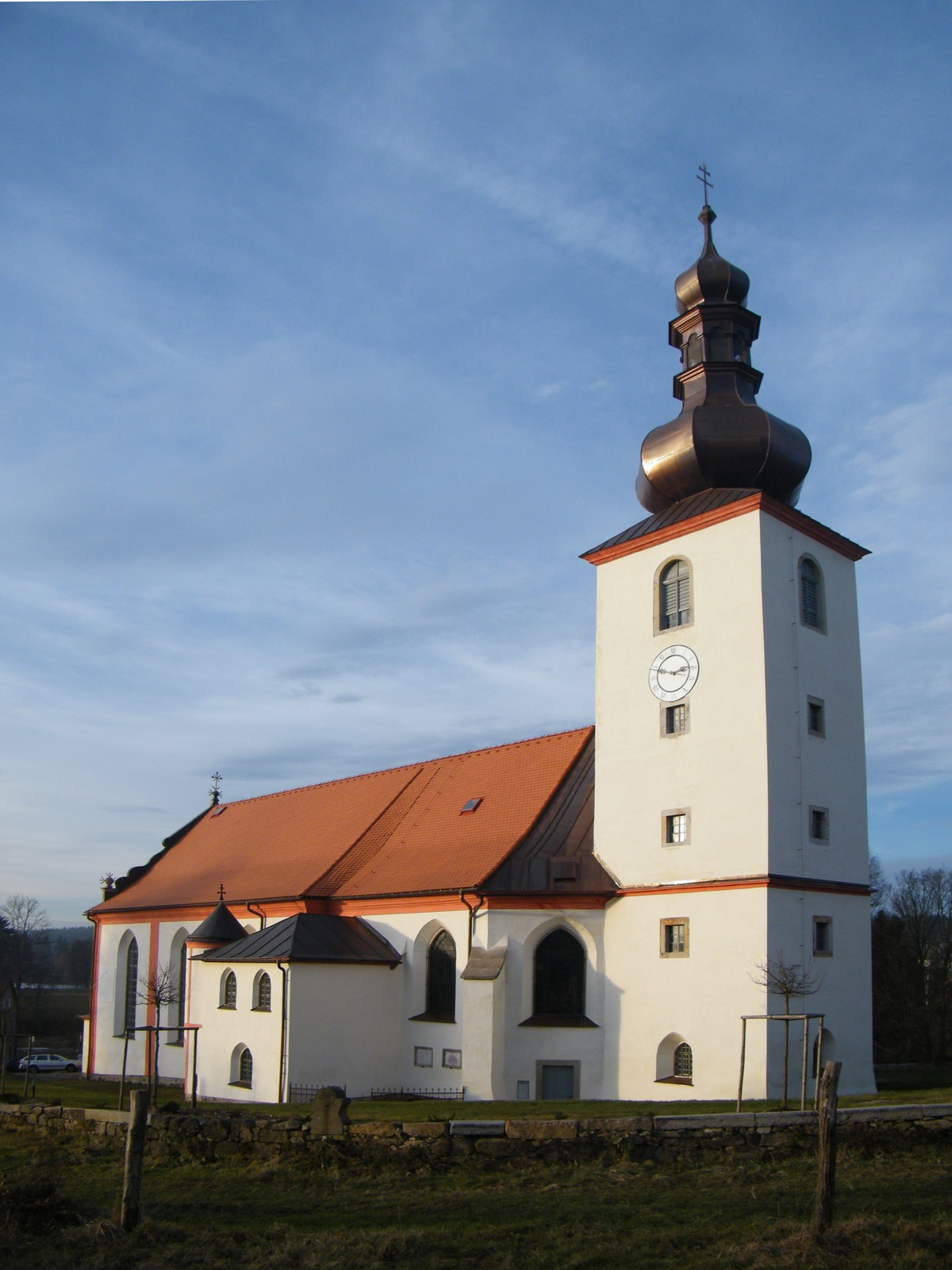
Église Saints-Simon-et-Jude.
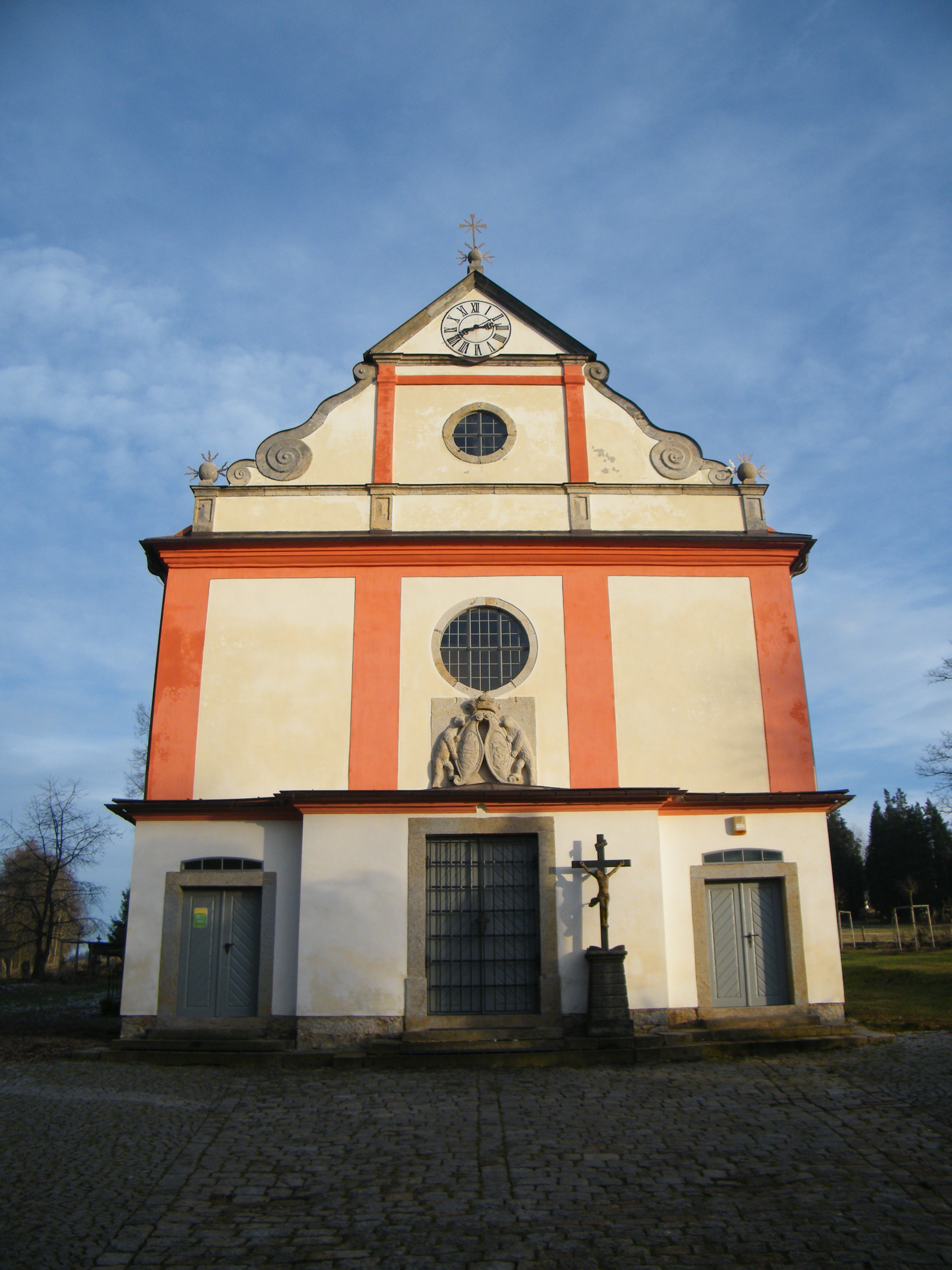
Façade de l'église.

## Administration
La commune se compose de deux quartiers :
- Lipová
- Liščí

## Transports
Par la route, Lipová se trouve  à 7 km de Šluknov, à 43 km de Děčín, à 68 km d'Ústí nad Labem et à 144 km de Prague.